# Wierde 31

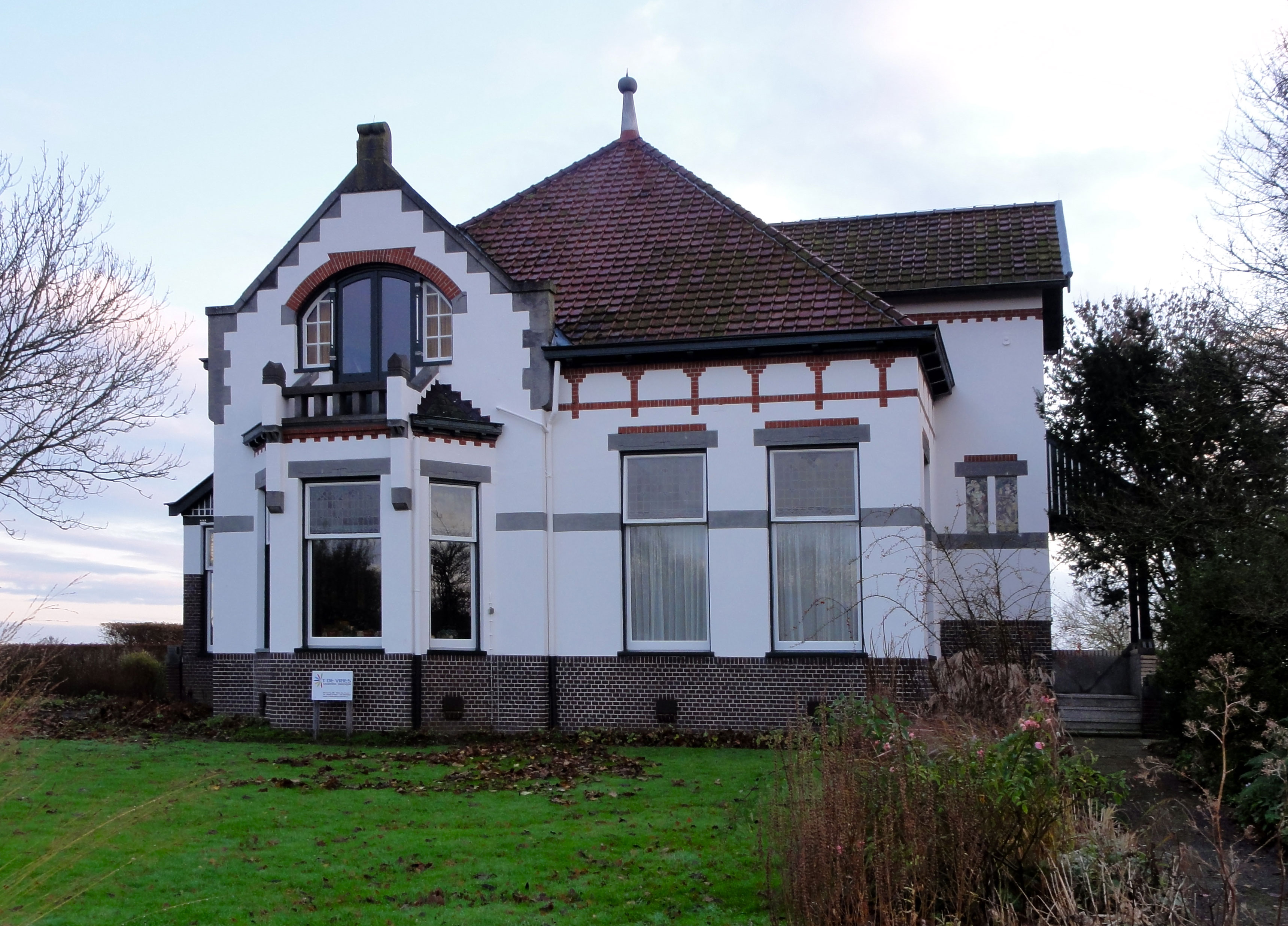
Rentenierswoning aan de Wierde 31 te Leens ontworpen door de architect T. Reitsema

De rentenierswoning aan de Wierde 31 is een monumentaal pand in Leens in de Nederlandse provincie Groningen.

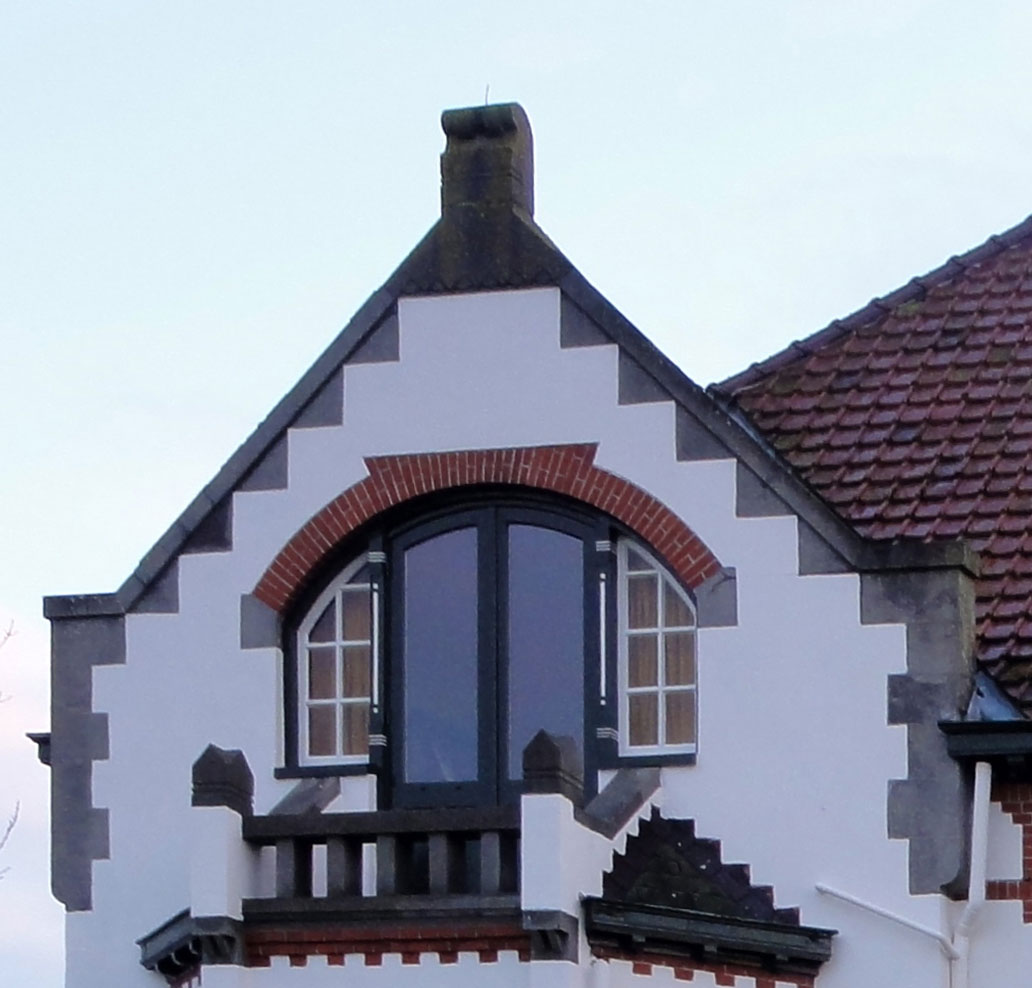
Detail van de noordelijke gevel met balkon en balustrade

De woning werd in 1912 gebouwd als rentenierswoning bij naastgelegen monumentale boerderij Tuinsterheerd, die in 1867 was gebouwd. De woning werd ontworpen door de architect T. Reitsema in een overgangsstijl, waarbij gebruik is gemaakt van elementen uit zowel de jugendstil als uit de chaletstijl. De gepleisterde gevels zijn gedecoreerd met geometrische patronen van gekleurde bakstenen. De rechthoekige vensters zijn voorzien van bovenlichten van glas-in-lood en gekleurd glas. De lateien boven de vensters zijn van natuursteen en dienen tevens als geometrisch ornament. De entree aan de westzijde heeft een portiek; de deur is voorzien van Art decohoutsnijwerk. Aan de noordzijde van de entree bevinden zich twee schilderingen van waarschijnlijk een ridder en een jonkvrouw. De noordgevel heeft aan de oostzijde een driehoekige erker, waarboven een balkon met balustrade, die bekroond wordt met een topgevel met ornamenten in de vorm een klimmend fries van natuursteen en een segmentboogvenster (zie detailafbeelding).
De woning is vanwege onder meer zijn fraaie detaillering en ornamentiek, typerend voor de jugendstil in Groningen, erkend als een rijksmonument. Het gebouw is een goede representant van het werk van de architect Reitsma. De naastgelegen boerderij Tuinsterheerd is eveneens erkend als rijksmonument.